# Maria (cântec de Michel Teló)
Maria  este un cântec interpretat de artistul brazilian Michel Teló. Face parte din albumul Sunset. A fost compus de Rodrigo Rosa și lansat pe iTunes pe 12 iunie 2013.

## Clasamente
| Clasamente muzicale (2013)                    | Poziție |
| --------------------------------------------- | ------- |
| Brazilia - (Billboard Brasil Hot 100 Airplay) | 49      |